# Hypogastrura narkandae
Hypogastrura narkandae är en urinsektsart som först beskrevs av Usha Baijal 1955.  Hypogastrura narkandae ingår i släktet Hypogastrura och familjen Hypogastruridae. Inga underarter finns listade i Catalogue of Life.